# Stefan Oberleitner
Stefan Sławomir Oberleitner (ur. 15 lipca 1931 w Wilnie, zm. 29 grudnia 2014 w Zielonej Górze) – polski wojskowy, pułkownik Wojska Polskiego w stanie spoczynku, falerysta i autor wielu publikacji z tej dziedziny.

## Życiorys
Absolwent Wydziału Humanistycznego Wyższej Szkoły Pedagogicznej w Zielonej Górze, magister historii. W ciągu 40 lat pracy zawodowej przez 8 lat pracował jako nauczyciel w szkołach średnich, 7 lat jako pracownik etatowy Ligi Obrony Kraju i przez 25 lat żołnierz zawodowy.
Został pochowany na cmentarzu w Pile.

## Publikacje
Od 1965 zajmował się historią polskiej falerystyki, był autorem i współautorem wielu książek z tej dziedziny, m.in.:
- Katalog polskich orderów, odznaczeń i niektórych wyróżnień zaszczytnych 1705–1982. Zielona Góra 1983 (5 wydanie, 5 oddzielnych książek-części)
- Ordery, odznaczenia i odznaki III Rzeczypospolitej Polskiej, Toruń 1998, ISBN 83-7174-086-7
- Odznaki Honorowe (Resortowe) PRL 1944–1989, Rzeszów 2000
- Odznaki Honorowe Polskiego Związku Łowieckiego (1945 – 1999), Rzeszów 2000.
- Odznaki i Odznaczenia Ligi Obrony Kraju 1944-1999, Rzeszów 2000
- Odznaki Honorowe PCK i HDK. 1945–2000, PTN Rzeszów
- Odznaki odznaczenia w polskim ruchu młodzieżowym 1944-1989, Rzeszów 2001
- Odznaczenia, odznaki, oznaki straży pożarnych w Polsce 1915–2002, Zielona Góra 2004, ISBN 83-919722-0-8 (współautor K. Krężel)
- Odznaczenia monarchistyczne w III Rzeczypospolitej Polskiej 1990–2010, Zielona Góra 2011, ISBN 978-83-919754-2-8
- Polskie ordery, odznaczenia i niektóre wyróżnienia zaszczytne 1705–1990, Warszawa 2009, ISBN 978-83-919754-1-1
- Wstęgi i wstążki polskich orderów, odznaczeń i odznak zaszczytnych z lat 1705–1999, Rzeszów

## Odznaczenia
- Krzyż Kawalerski Orderu Odrodzenia Polski (2001)
- Złoty Krzyż Zasługi
- Srebrny Krzyż Zasługi
- Medal 40-lecia Polski Ludowej
- Medal Rodła
- Złoty Medal „Siły Zbrojne w Służbie Ojczyzny”
- Srebrny Medal Siły Zbrojne w Służbie Ojczyzny
- Brązowy Medal Siły Zbrojne w Służbie Ojczyzny
- Złoty Medal „Za zasługi dla obronności kraju”
- Złota Odznaka „Za zasługi w ochronie porządku publicznego”
- Srebrny Medal Opiekuna Miejsc Pamięci Narodowej
- Medal „Za zasługi w krzewieniu wiedzy obronnej” (TWO)
- Krzyż Korpusu WP
- Medal Zasługi Związku Legionistów Polskich
- Brązowy Medal „Pro Probĭtas” Collegium Heraldicum Concordiae
- Krzyż Rycerski UPUM I klasy
- Krzyż Monarchii UPUM I klasy
- Medal Regenta i wielkiego księcia UPUM Aleksandra Podolskiego
- Medal „Za Zasługi dla UPUM”
- Pamiątkowy Krzyż 600-lecia Bitwy pod Grunwaldem (UPUM, 2010)